# Портлендский камень
Портлендский камень — геологическая формация известняка (официально именуемая формацией Портлендского камня), относящаяся к титонскому ярусу поздней юры, добываемая на острове Портленд в Дорсете, Англия. Карьеры вырублены в пластах бело-серого известняка, разделенных пластами кремня. Портлендский известняк широко использовался в качестве строительного камня на всей территории Британских островов, в частности, для строительства общественных зданий в Лондоне, таких как собор Святого Павла и Букингемский дворец. Портлендский камень широко экспортируется во многие страны, использовался, например, при строительстве здания Организации Объединённых Наций в Нью-Йорке.

## Геология
Портлендский камень образовался в морской среде, на дне мелководного, теплого, субтропического моря, вероятно, недалеко от суши. Когда морская вода нагревается под воздействием солнца, её способность удерживать растворенный газ снижается; в результате растворенный углекислый газ (CO 2) выбрасывается в атмосферу в виде газа. Ионы кальция и бикарбоната в воде затем могут объединиться, образуя карбонат кальция (CaCO 3) в виде осадка. Процесс образования накипи в чайнике в регионах с жесткой водой аналогичен. Карбонат кальция является основным компонентом большинства известняков. Миллиарды мельчайших кристаллов осажденного карбоната кальция (кальцита) накапливались, образуя известковый ил (микрит), покрывавший морское дно. Небольшие частицы песка или органического детрита, такие как фрагменты ракушек, образовывали ядро, которое покрывалось слоями кальцита, когда они перекатывались в мутном микрите. Портлендский камень имеет твёрдость 3,5 по шкале Мооса
Кальцит постепенно накапливался (путем аккреции) вокруг фрагментов раковины концентрическими слоями, образуя небольшие шарики (диаметр менее 0,5 мм). Этот процесс похож на то, как снежный ком увеличивается в размерах, если его катать по снегу. Со временем бесчисленные миллиарды этих шариков, известных как «ооиды» или «оолиты» (от греческого «имеющий форму яйца» или «яйцевидный камень»), частично сцементировались (или литифицировались) большим количеством кальцита, образовав оолитовый известняк, который называется портлендским известняком. Степень цементации портлендского камня такова, что он хорошо противостоит выветриванию, но не настолько, чтобы каменщики не могли легко его обрабатывать. Это одна из причин, почему портлендский камень так популярен в качестве монументального и архитектурного камня.

## История использования
Камень добывался в Портленде со времен Римской империи, начиная с XIV века начал широко использоваться в строительстве в Лондоне. Промышленная добыча началась в начале XVII века с поставок в Лондон для Банкетного дома Иниго Джонса. Выбор Реном портлендского камня для строительства нового собора Святого Павла стал большим стимулом для карьеров и закрепил за Портлендом статус основного источника строительного камня для Лондона. С 1865 года остров был связан железной дорогой с остальной частью страны.
Портлендский камень, скорее всего, использовался в качестве строительного материала ещё со времен Римской империи. Множество искусно изготовленных римских саркофагов, которые были найдены в Британии, свидетельствуют о мастерстве их создателей. Самым ранним известным зданием, построенным с использованием портлендского камня, является замок Руфуса в бухте Черч-Опе в Портленде. Первоначальное сооружение, вероятно, было построено около 1080 года, перестроено около 1259 года и снова перестроено около 1450 года. Первые известные каменоломни Портленда располагались на северо-восточном побережье острова, недалеко от замка Руфус, где огромные оползни делали камень более доступным, а близость моря позволяла перемещать добытые каменные блоки на сравнительно большие расстояния с помощью барж.
Портлендский камень использовался при строительстве Вестминстерского дворца в 1347 году, Тауэра в 1349 году и первого каменного Лондонского моста в 1350 году. Эксетерский собор и монастырь Крайстчерча, также возведённые в XIV веке, построены из портлендского камня. Его превосходные характеристики обеспечили ему популярность среди каменщиков и архитекторов, которая сохраняется и по сей день. Восточная сторона Букингемского дворца, официальной лондонской резиденции короля Карла III, включая балкон, была облицована портлендским камнем сначала в 1854 году, а затем в 1913 году. Из него же сделан и Мемориал Виктории (открытый в 1911 году).
Иниго Джонс (1573—1652) использовал портлендский камень для строительства Банкетного зала в Уайтхолле в 1620 году. Сэр Кристофер Рен использовал около миллиона кубических футов для восстановления собора Святого Павла и многих других небольших церквей после Великого пожара в Лондоне в 1666 году. Весь камень, использованный Реном, перевозился на парусной барже из Портленда в центр Лондона по морю, а затем вверх по Темзе. Широкое использование Реном портлендского камня прочно закрепило за ним статус «местного камня» Лондона и одного из самых любимых британских строительных материалов. Другие известные лондонские здания, построенные из портлендского камня, — Британский музей (1753) с новой пристройкой WCEC в Портленд-Роаче, Сомерсет-хаус (1792), Главный почтамт (1829 г.), Банк Англии, Мэншн-хаус и Национальная галерея. Тауэрский мост частично облицован портлендским камнем (вместе с корнуоллским гранитом).

## Мемориалы
После Первой мировой войны сэр Эдвин Лаченс использовал портлендский камень (добытый в нижней части Уэйкхэма) для строительства Кенотафа в Уайтхолле в Лондоне. Возведенный в 1920 году, Кенотаф увековечивает память миллионов людей, погибших в этом и последующих конфликтах. Мемориал Бомбардировочного командования Королевских ВВС в Грин-парке в Лондоне увековечивает память 55 573 членов экипажа Бомбардировочного командования Королевских ВВС, погибших в период с 1939 по 1945 год.

## Замена
Портлендский камень считается высококачественным, но он довольно дорогой. В случае реконструкции центрального двора Британского музея запланированный портлендский камень был спорно заменен камнем из Франции, другим похожим (но более дешёвым) оолитовым известняком.

## Портландцемент
Термин «портландцемент» был придуман Джозефом Аспдином, который в 1824 году запатентовал гидравлическое вяжущее вещество, созданное путем обжига смеси известняка и глины. Оно напоминало ранее существовавший римский цемент и представляло собой материал, который, как надеялся его создатель, был похож на знаменитый портлендский строительный камень.